# Cadillac Escalade
Der Cadillac Escalade ist ein SUV oder Pick-up der Marke Cadillac von General Motors. Als Basis für die Baureihe dienen Chassis aus dem GM-Konzern, wobei der Escalade das obere Marktsegment bedient. Die erste Generation kam 1998 auf den Markt.
Das Modell ist in drei Karosserievarianten erhältlich, die zu unterschiedlichen Zeitpunkten eingeführt wurden:
- Escalade: Die im Herbst 1998 eingeführte Variante auf Basis des GMT-400-Chassis, wie der Chevrolet Tahoe.
- ESV: Die Anfang 2002 eingeführte Langversion auf Basis des GMT-800-Chassis, wie der Chevrolet Suburban.
- EXT: Eine Mitte 2002 eingeführte Pickup-Version auf Basis des GMT-800-Chassis.

Mit dem Escalade IQ bietet Cadillac seit Dezember 2024 ein elektrisches Fahrzeug der Baureihe an.

## Escalade GMT435 (1999–2000)
Die erste Generation des Escalade wurde im Herbst 1998 als direkter Konkurrent zum Lincoln Navigator vorgestellt. Als Basis diente das GMT-400-Chassis. Bis auf die Embleme glich der Escalade dem damals auf dem Markt befindlichen GMC Yukon Denali. General Motors wollte seine Premiummarke Cadillac möglichst schnell auf dem Markt der Oberklasse-SUVs positionieren.
Bei der Motorisierung kam derselbe 5,7-Liter-V8-Motor (von GM als 5.7L Vortec 5700 V8 bezeichnet) zum Einsatz wie auch im GMC Yukon. Die Fahrzeuge dieser Generation waren alle mit dem Allradsystem Autotrac 4×4 von GM ausgestattet. Die erste Generation wurde in den USA 52.435-mal verkauft.
| Modelljahr | Hubraum | Motorbauart | Motorbezeichnung | Motorcode | max. Leistung   | max. Drehmoment | Bemerkungen |
| ---------- | ------- | ----------- | ---------------- | --------- | --------------- | --------------- | ----------- |
| 1999–2000  | 5,7 l   | V8          | Vortec 5700 V8   | L31       | 190 kW (258 PS) | 450 Nm          | —           |

## Escalade GMT800 (2001–2006)
Die zweite Generation erschien im Januar 2001 auf dem neuen GMT-800-Chassis als Fahrzeug des Modelljahres 2002. Bis zum Abverkauf der ersten Generation wurden die beiden Generationen gleichzeitig verkauft. Optisch setzt sich diese Generation deutlich vom Vorgänger ab. Ab diesem Modelljahr wurde sowohl ein 2Rad- als auch ein 4Rad-Antrieb angeboten.
Im Frühjahr 2002 wurde erstmals der Escalade EXT eingeführt, ein viertüriger Pickup-Version mit fünf Sitzplätzen. Die um 610 mm längere EXT-Version basiert auf dem längeren Chassis des Chevrolet Suburban / GMC Yukon XL.
Ab Herbst 2002 war der Escalade ESV erhältlich. Diese Langversion des Fahrzeugs bot ebenfalls 610 mm mehr Länge und mehr Platz für Gepäck oder eine zusätzliche Sitzreihe. Wie auch die EXT-Version basiert die ESV-Version auf dem längeren Chassis des Chevrolet Suburban/GMC Yukon XL.
Als Motorisierung standen zwei Triebwerke zur Wahl. Der aus dem Chevrolet Tahoe desselben Modelljahres bekannte 5,3-Liter-V8-Motor (5.3L Vortec 5300 V8) sowie eine High-Output-Version des 6,0-Liter-V8-Motors (6.0L Vortec HO 6000 V8), der im GMC Yukon Denali desselben Modelljahres eingebaut wurde. Ab Anfang 2003 gehörte das ESP-System „Stabilitrac“ zur Serienausstattung. Zum Herbst 2003 wurde die Liste der Serienausstattung erneut erweitert. So beinhaltete die Ausstattung nun Einzelsitze im Fond sowie ein Reifen-Luftdruck-Kontrollsystem (in allen Modellen bis auf die EXT-Version).
2005 erschien eine Platinum-Edition des Fahrzeugs. Zur Sonderausstattung dieser Version gehörten 20-Zoll-Chromräder, beheizte und gekühlte Becherhalter, drei DVD-Bildschirme und einige Chromzierteile.

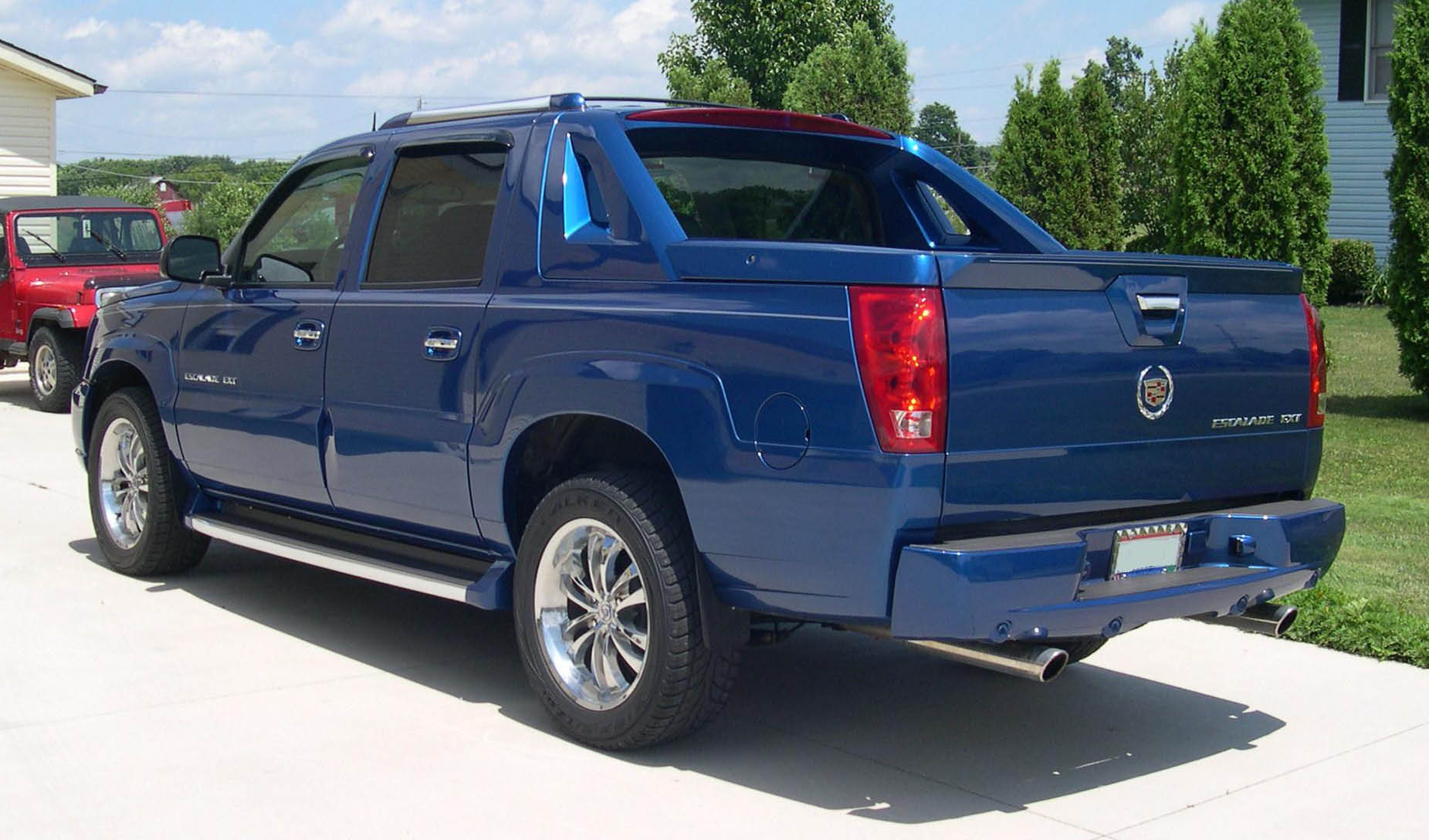
Cadillac Escalade EXT (2002–2006)
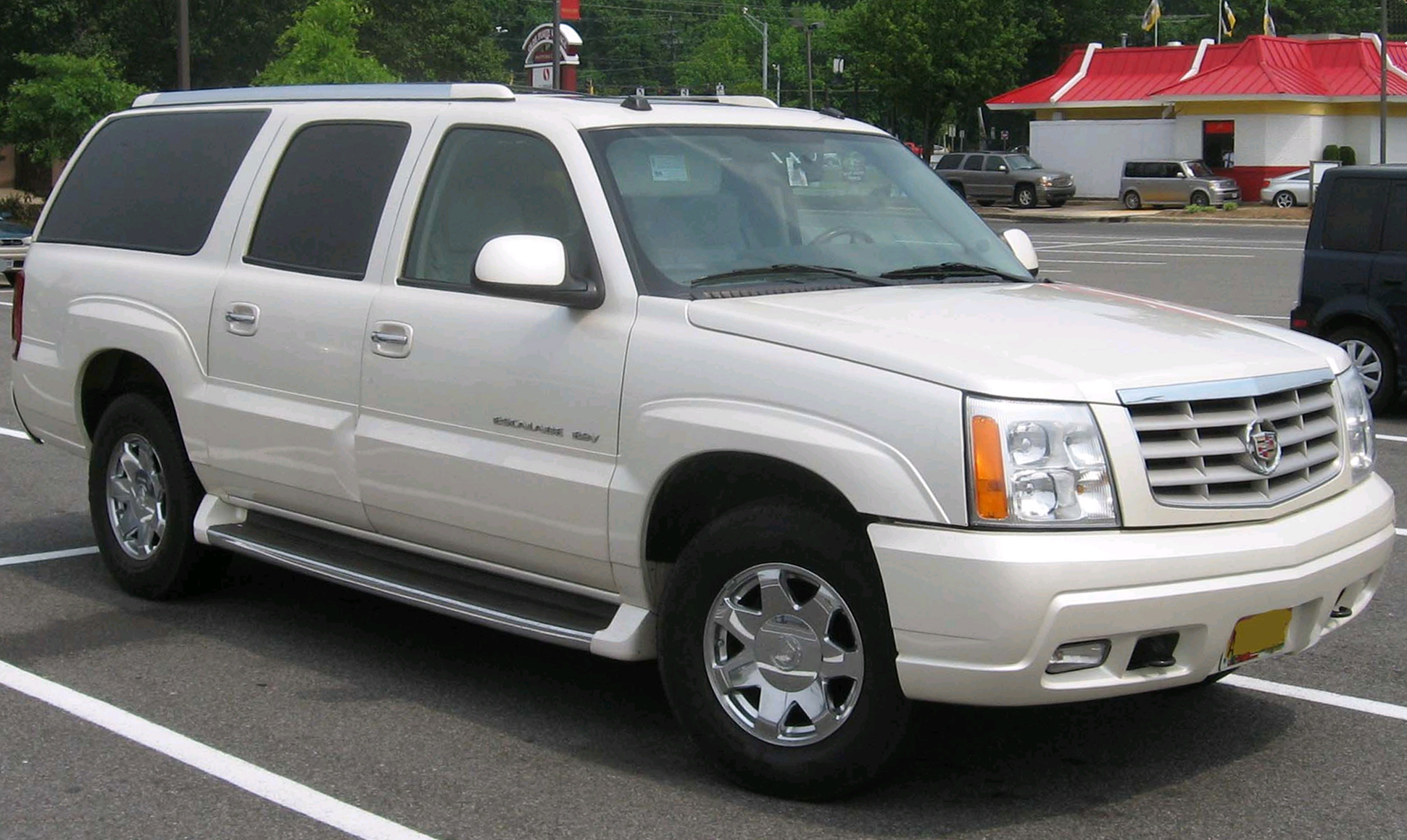
Cadillac Escalade ESV (2002–2006)

| Modelljahr | Hubraum | Motorbauart | Motorbezeichnung  | Motorcode | max. Leistung   | max. Drehmoment | Bemerkungen           |
| ---------- | ------- | ----------- | ----------------- | --------- | --------------- | --------------- | --------------------- |
| 2001–2003  | 5,3 l   | V8          | Vortec 5300 V8    | LM7       | 213 kW (290 PS) | 441 Nm          | —                     |
| 2003–2006  | 5,3 l   | V8          | Vortec 5300 V8    | LM7       | 220 kW (299 PS) | 454 Nm          | überarbeitete Version |
| 2003–2006  | 6,0 l   | V8          | Vortec HO 6000 V8 | LQ9       | 257 kW (350 PS) | 515 Nm          | High-Output-Version   |

## Escalade GMT926/GMT936/GMT946 (2007–2014)

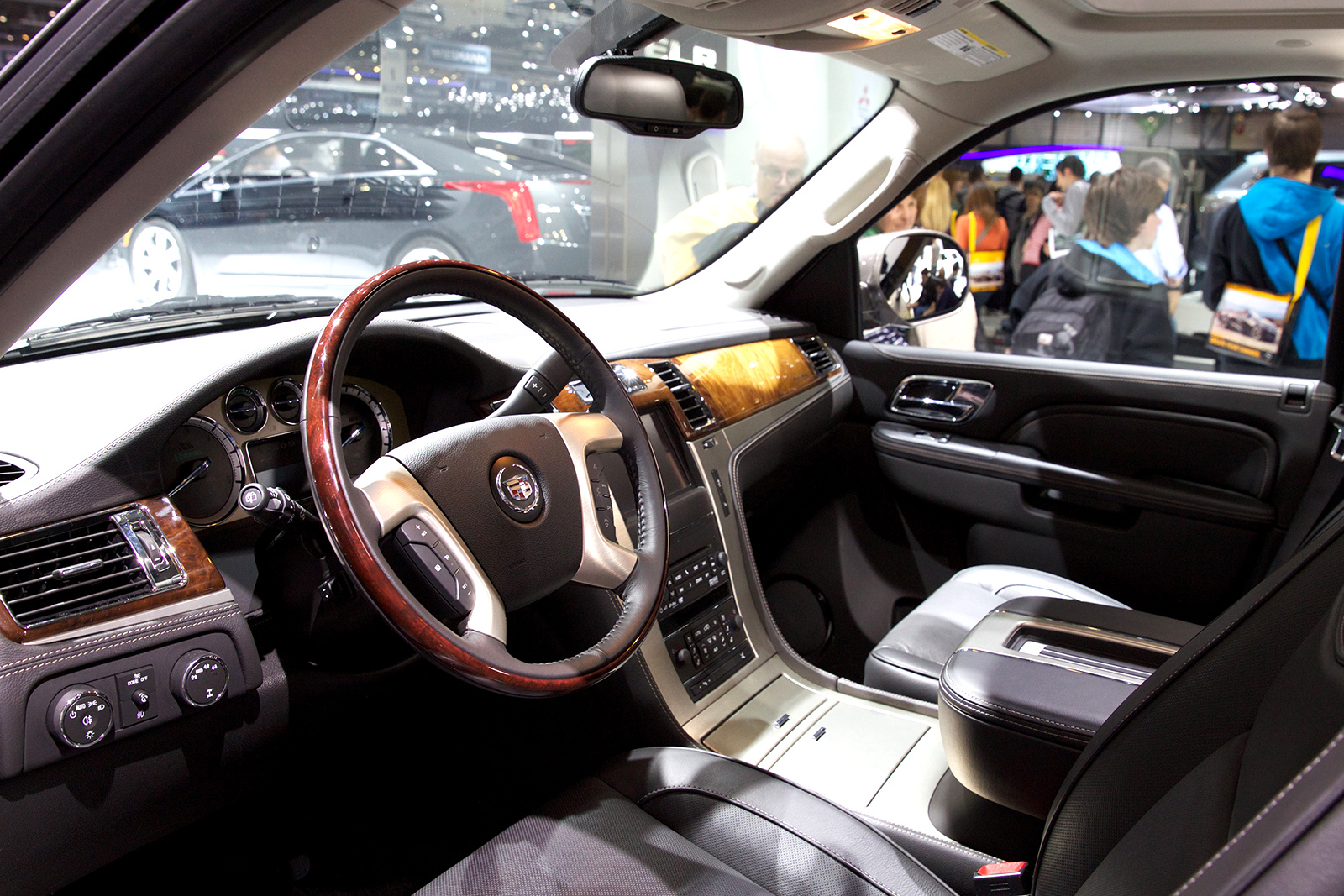
Cadillac Escalade Cockpit

Die dritte Generation des Escalade auf der Basis des GMT-900-Chassis wurde im Frühjahr 2006 vorgestellt. In den ersten Verkaufsmonaten waren die Fahrzeuge nur als 4WD-Varianten erhältlich, anschließend auch als 2WD-Variante. Im Gegensatz zur optischen Wandlung zwischen der ersten und der zweiten Generation des Escalade fügt sich diese Generation größtenteils an das Grunddesign ihres Vorgängers an, im Allgemeinen wurde die Karosserie etwas abgerundet und weicher gezeichnet.
Die dritte Generation des Cadillac Escalade wird von einem 6,2-Liter-V8-Motor (6.2L Vortec 6200 V8) angetrieben. Des Weiteren war ab Sommer 2008 ein 6,0-Liter-V8-Motor (6.0L Vortec 6000 V8) als Voll-Hybrid erhältlich. Die formale Vorstellung erfolgte auf der South Florida International Auto Show 2007 in Miami. Rein elektrisches Fahren ist somit auf kurzen Strecken mit bis zu 40 km/h möglich.
Da das Fahrzeug eine nahezu komplette Serienausstattung besitzt, kamen im Laufe der Jahre nur kleinere Verbesserungen bei den verschiedenen Modelljahren, wie 2009 z. B. das aus vielen Cadillac-Modellen bekannte „Magnetic Selective Ride Control“-Fahrwerk.
Die Platinum-Edition umfasst LED-Hauptscheinwerfer, beheizte und gekühlte Becherhalter, Rückfahrkamera, höherwertige Lederausstattung, Navigationssystem, DVD-Entertainment-System und belüftete Vordersitze.
Wie schon bei dem Vorgänger gibt es seit Frühjahr 2007 auch die dritte Generation als Pickup-Variante EXT sowie als Langversion ESV. Diesmal bietet der EXT eine gewachsene Länge von 490 mm und der ESV ein Plus von 520 mm gegenüber dem normalen Escalade. Der ESV basiert auf dem Chevrolet Suburban / GMC Yukon XL, der EXT auf dem Chevrolet Avalanche.
In Russland wird das Fahrzeug unter dem Namen Cadillac DUU verkauft.

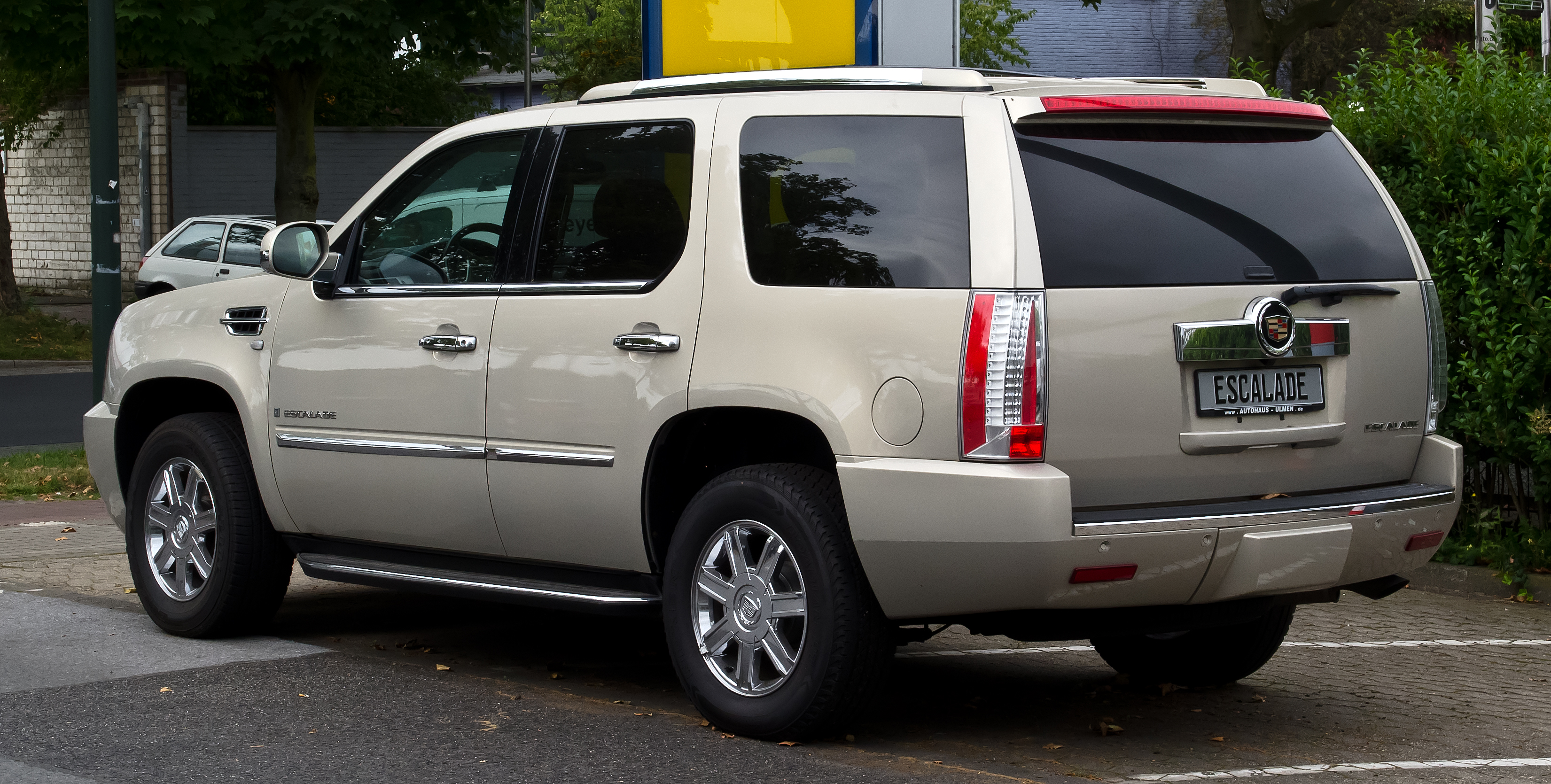
Heckansicht
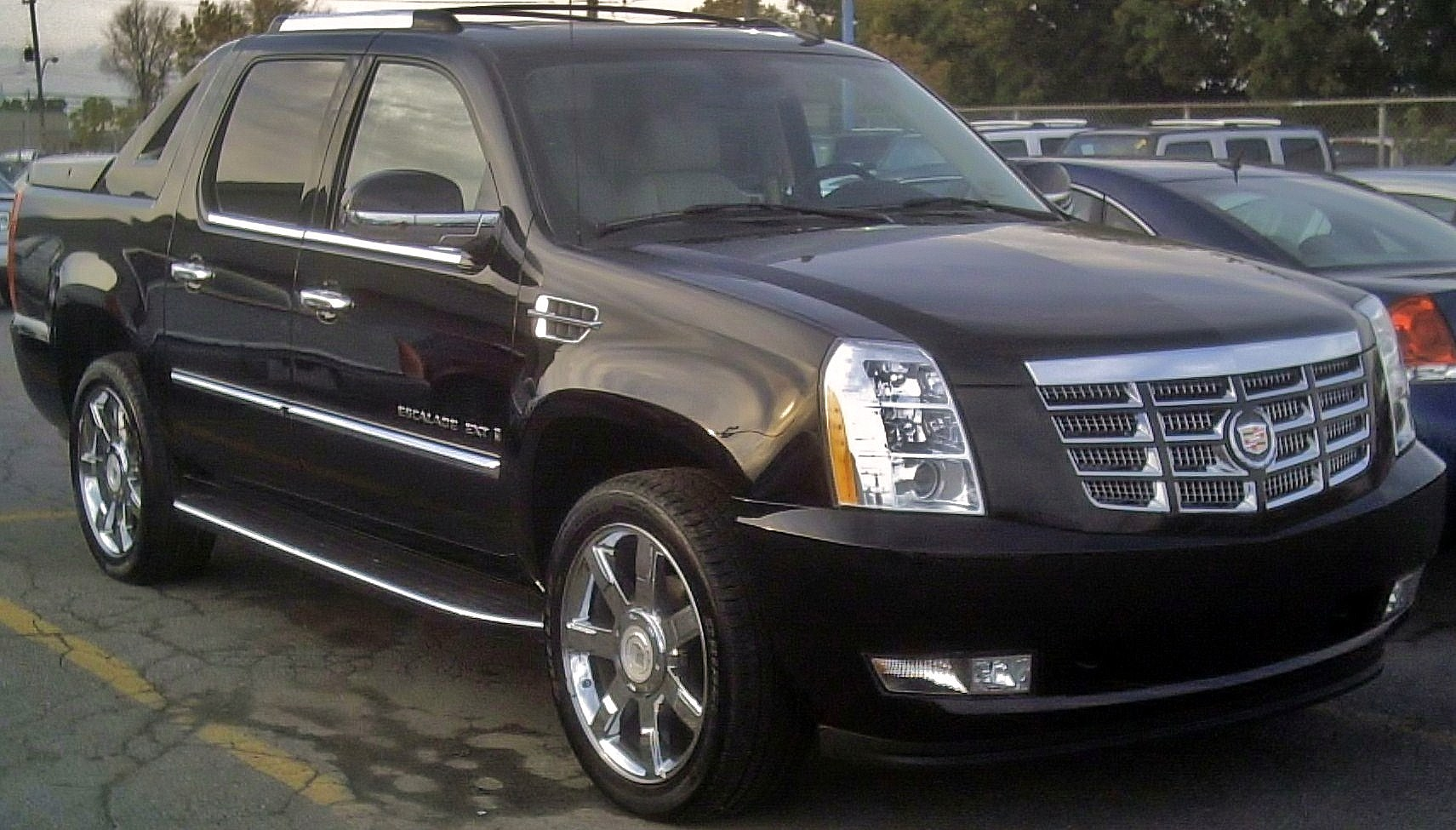
Cadillac Escalade EXT (2007–2014)

### Technische Daten
| Modelljahr | Hubraum          | Motorbauart | Motorbezeichnung        | Motorcode | max. Leistung bei min−1 | max. Drehmoment bei min−1 | Bemerkungen    |
| ---------- | ---------------- | ----------- | ----------------------- | --------- | ----------------------- | ------------------------- | -------------- |
| 2007–2008  | 6162 cm³ (6,2 l) | V8          | Vortec 6200 V8          | L92       | 301 kW (409 PS) / 5700  | 563 Nm / 4300             | —              |
| 2009       | 6162 cm³ (6,2 l) | V8          | Vortec 6200 V8 FlexFuel | L9H       | 301 kW (409 PS) / 5700  | 563 Nm / 4300             | E85-kompatibel |
| 2009       | 5967 cm³ (6,0 l) | V8          | Vortec 6000 V8 Hybrid   | LFA       | 244 kW (332 PS) / 5100  | 498 Nm / 4100             | Hybrid-Antrieb |

| Modell                                   | 6.0 V8 Hybrid              | 6.2 V8                     |
| Höchstgeschwindigkeit, km/h              | 170                        | 170                        |
| Getriebe, serienmäßig                    | 4-Stufen-Automatikgetriebe | 6-Stufen-Automatikgetriebe |
| Beschleunigung, 0–100 km/h               | 8,7 s                      | 6,7 s                      |
| Kraftstoffverbrauch kombiniert, l/100 km | 10,9                       | 14,5                       |
| Tankinhalt in Liter                      | 98                         | 98                         |

## Escalade GMTK2XL (2014–2020)

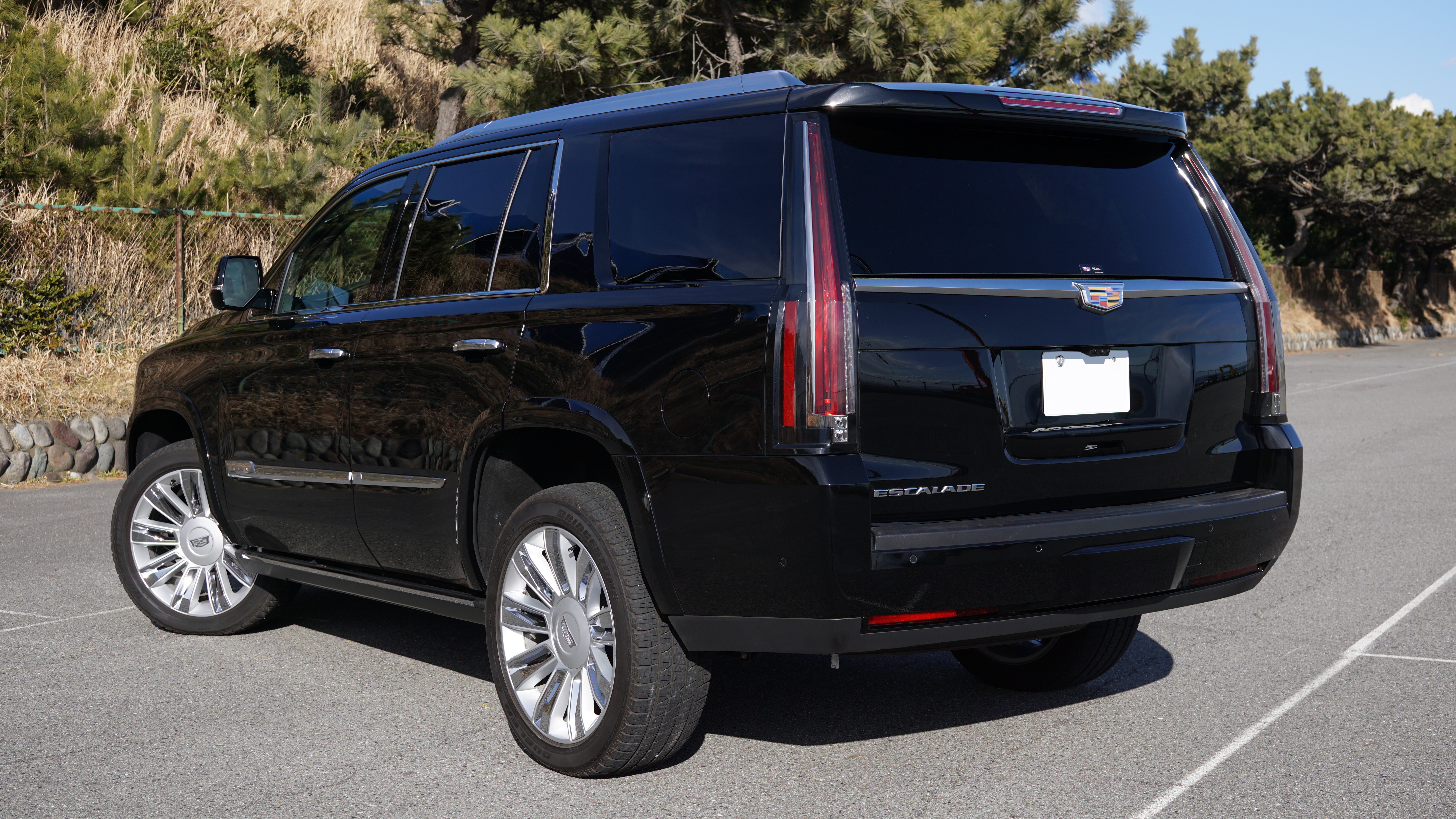
Heckansicht

Ab Frühjahr 2014 war das Modell auf Basis der neuen Plattform GMT K2XX erhältlich. Zunächst wurden nur die Versionen Escalade (Radstand: 2946 mm) und ESV (Radstand: 3302 mm) in vier verschiedenen Ausstattungsvarianten (Standard, Luxury Collection, Premium Collection und Platinum Collection) angeboten, die Pickup- und Hybrid-Versionen waren im Modelljahr 2015 nicht erhältlich. Ein 6,2-Liter-V8-Motor (EcoTec3 6.2L V8) wurde zum Antrieb des Fahrzeugs verwendet. Das anfangs angebotene 6-Stufen-Automatikgetriebe wurde in der zweiten Hälfte des Modelljahrs 2015 gegen eines mit 8 Stufen getauscht, seit dem Modelljahr 2018 wird in der in Nordamerika angebotenen Modellvariante ein 10-Stufen-Automatikgetriebe verwendet.

### Technische Daten
| Modelljahr | Hubraum          | Motorbauart | Motorbezeichnung | Motorcode | max. Leistung bei min−1 | max. Drehmoment bei min−1 | Bemerkungen |
| ---------- | ---------------- | ----------- | ---------------- | --------- | ----------------------- | ------------------------- | ----------- |
| 2015–2020  | 6162 cm³ (6,2 l) | V8          | EcoTec3 6.2L V8  | L86       | 313 kW (426 PS) / 5600  | 623 Nm / 4100             | —           |

| Modell                                   | 6.2 V8                                    | 6.2 V8 ESV                                |
| Höchstgeschwindigkeit, km/h              | 180                                       | 180                                       |
| Antriebsart, serienmäßig                 | Hinterradantrieb                          | Hinterradantrieb                          |
| Antriebsart, optional                    | Allradantrieb                             | Allradantrieb                             |
| Getriebe, serienmäßig                    | 6-/8 (1)-/10 (2)-Stufen-Automatikgetriebe | 6-/8 (1)-/10 (2)-Stufen-Automatikgetriebe |
| Beschleunigung, 0–100 km/h               | 6,7 s                                     | 6,9 s                                     |
| Kraftstoffverbrauch kombiniert, l/100 km | 13,1–12,6                                 | 13,1–12,6                                 |
| CO2-Ausstoß kombiniert, g/km             | 302–287                                   | 302–287                                   |
| Tankinhalt in Liter                      | 98                                        | 117                                       |

Quellen:  und 

## Escalade GMTT1XX (seit 2020)

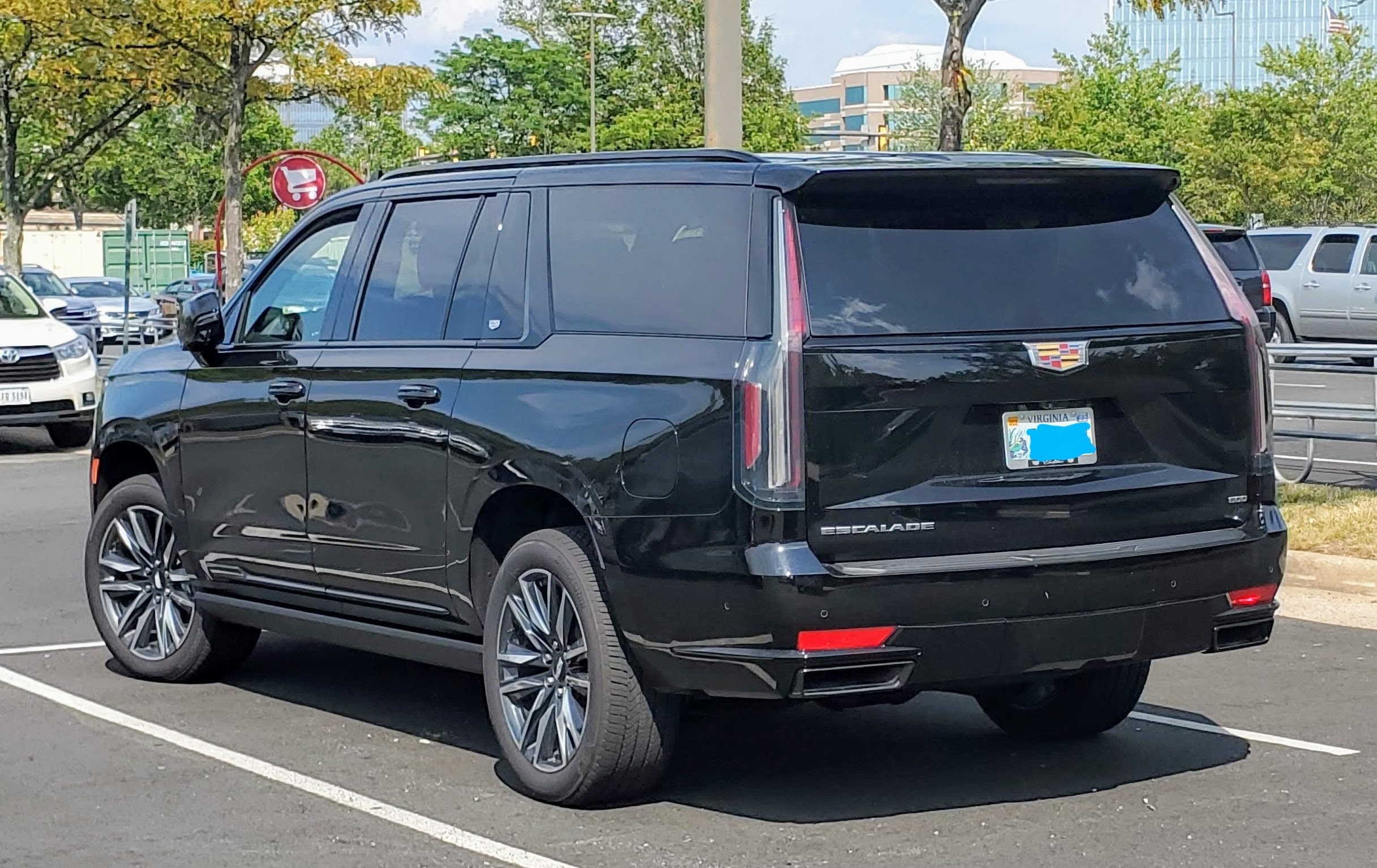
Heckansicht

Eine neue Generation des Escalade präsentierte Cadillac im Februar 2020. Seit Sommer 2020 wird sie in Nordamerika verkauft. Erstmals steht auch eine Version mit Dieselmotor zur Auswahl. Außerdem ist die Hinterachse nun als Mehrlenkerachse ausgeführt. Serienmäßig hat der Escalade Hinterradantrieb, gegen Aufpreis ist Allrad erhältlich.
Im Januar 2022 wurde der sportlichere Escalade-V vorgestellt. Eine überarbeitete Version der Baureihe präsentierte Cadillac im Juli 2024.
Auf Basis des Escalade präsentierte Rezvani Motors im Oktober 2022 den Vengeance.

### Technische Daten
|                                                     | 6.2 V8                         | 6.2 V8 ESV                     | 6.2 V8                         | 6.2 V8 ESV                     | V 6.2 V8                       | V 6.2 V8 ESV                   | 3.0 R6 Diesel                  | 3.0 R6 Diesel ESV              |
| --------------------------------------------------- | ------------------------------ | ------------------------------ | ------------------------------ | ------------------------------ | ------------------------------ | ------------------------------ | ------------------------------ | ------------------------------ |
| Markt                                               | Russland                       | Russland                       | Nordamerika                    | Nordamerika                    | Nordamerika                    | Nordamerika                    | Nordamerika                    | Nordamerika                    |
| Bauzeitraum                                         | 06/2021–02/2022                | 06/2021–02/2022                | seit 05/2020                   | seit 05/2020                   | seit 06/2022                   | seit 06/2022                   | seit 05/2020                   | seit 05/2020                   |
| Motorkenndaten                                      |                                |                                |                                |                                |                                |                                |                                |                                |
| Motorart                                            | Ottomotor                      | Ottomotor                      | Ottomotor                      | Ottomotor                      | Ottomotor                      | Ottomotor                      | Dieselmotor                    | Dieselmotor                    |
| Motorbauart                                         | V8                             | V8                             | V8                             | V8                             | V8                             | V8                             | R6                             | R6                             |
| Hubraum                                             | 6162 cm³                       | 6162 cm³                       | 6162 cm³                       | 6162 cm³                       | 6162 cm³                       | 6162 cm³                       | 2993 cm³                       | 2993 cm³                       |
| max. Leistung                                       | 306 kW (416 PS) bei 5800 min−1 | 306 kW (416 PS) bei 5800 min−1 | 313 kW (426 PS) bei 5600 min−1 | 313 kW (426 PS) bei 5600 min−1 | 508 kW (691 PS) bei 6000 min−1 | 508 kW (691 PS) bei 6000 min−1 | 207 kW (281 PS) bei 3750 min−1 | 207 kW (281 PS) bei 3750 min−1 |
| max. Drehmoment                                     | 624 Nm bei 4000 min−1          | 624 Nm bei 4000 min−1          | 624 Nm bei 4100 min−1          | 624 Nm bei 4100 min−1          | 885 Nm bei 4400 min−1          | 885 Nm bei 4400 min−1          | 624 Nm bei 1500 min−1          | 624 Nm bei 1500 min−1          |
| Kraftübertragung                                    |                                |                                |                                |                                |                                |                                |                                |                                |
| Antrieb, serienmäßig                                | Allradantrieb                  | Allradantrieb                  | Hinterradantrieb               | Hinterradantrieb               | Allradantrieb                  | Allradantrieb                  | Hinterradantrieb               | Hinterradantrieb               |
| Antrieb, optional                                   | —                              | —                              | Allradantrieb                  | Allradantrieb                  | —                              | —                              | Allradantrieb                  | Allradantrieb                  |
| Getriebe, serienmäßig                               | 10-Stufen-Automatikgetriebe    | 10-Stufen-Automatikgetriebe    | 10-Stufen-Automatikgetriebe    | 10-Stufen-Automatikgetriebe    | 10-Stufen-Automatikgetriebe    | 10-Stufen-Automatikgetriebe    | 10-Stufen-Automatikgetriebe    | 10-Stufen-Automatikgetriebe    |
| Messwerte                                           |                                |                                |                                |                                |                                |                                |                                |                                |
| Höchstgeschwindigkeit                               | 180 km/h                       | 180 km/h                       | k. A.                          | k. A.                          | 200 km/h                       | 200 km/h                       | 200 km/h                       | 200 km/h                       |
| Beschleunigung, 0–100 km/h                          | 6,6 s                          | 6,8 s                          | k. A.                          | k. A.                          | 4,5 s                          | 4,5 s                          | k. A.                          | k. A.                          |
| Kraftstoffverbrauch in Liter auf 100 km, kombiniert | 13,7 Super                     | 13,7 Super                     | 13,8–14,7 Super                | 13,8–14,7 Super                | 14,7 Super                     | 14,7 Super                     | 10,2–10,7 Diesel               | 10,2–10,7 Diesel               |
| Tankinhalt in Liter                                 | 91                             | 107                            | 91                             | 107                            | 91                             | 107                            | 91                             | 107                            |

## Zulassungszahlen in Deutschland
Von 2006 bis einschließlich Dezember 2024 wurden in der Bundesrepublik Deutschland nachweislich 1.818 Escalade neu zugelassen. Mit 228 Einheiten war 2018 das erfolgreichste Verkaufsjahr. Verkäufe von GM-Marken in Europa wurden Ende September 2019 eingestellt, und erst im Herbst 2020 wieder aufgenommen. 2020 wurden daher vom KBA für den Escalade keine gesonderten Neuzulassungszahlen veröffentlicht, sondern diese unter „Cadillac – Sonstige“ zusammengefasst. Seit 2021 werden wieder modellreihenspezifische Zahlen veröffentlicht.
2021 hatten alle 40 in Deutschland neu zugelassenen Escalade einen Benzin-Motor und 33 davon Allradantrieb (83 %).
2022 bis 2024 hatten alle in Deutschland neu zugelassenen Escalade einen Benzin-Motor und Allradantrieb.
|  |

|  |

|  |

|  |

|  |

|  |

|  |

|  |

|  |

|  |

|  |

|  |

|  |

|  |

|  |

|  |

|  |

|  |

|  |

|  |

|  |

|  |

|  |

|  |

|  |

|  |

|  |

|  |

|  |

|  |

|  |

|  |

|  |

|  |

|  |

|  |

|  |

|  |

|  |

|  |

|  |

|  |

|  |

|  |

|  |

|  |

|  |

|  |

|  |

|  |

|  |

|  |

|  |

|  |

|  |

|  |

| 0 |

|  |

|  |

|  |

|  |

|  |

|  |

|  |

|  |

|  |

|  |

|  |

|  |

|  |

|  |

|  |

|  |

|  |

|  |

|  |

|  |

|  |

|  |

|  |

|  |

|  |

|  |

|  |

|  |

|  |

|  |

|  |

|  |

|  |

|  |

|  |

|  |

|  |

|  |

|  |

|  |

|  |

|  |

|  |

|  |

|  |

|  |

|  |

|  |

|  |

|  |

|  |

|  |

|  |

|  |

|  |

|  |

|  |

|  |

|  |

|  |

|  |

|  |

|  |

|  |

|  |

|  |

|  |

|  |

|  |

|  |

|  |

|  |

| 0 |

|  |

|  |

|  |

|  |

|  |

|  |

|  |

|  |

|  |

|  |

|  |

|  |

|  |

|  |

|  |

|  |

|  |

|  |

|  |

|  |

|  |

|  |

|  |

|  |

|  |

|  |

|  |

|  |

|  |

|  |

|  |

|  |

|  |

|  |

|  |

|  |

|  |

|  |

|  |

|  |

|  |

|  |

|  |

|  |

|  |

|  |

|  |

|  |

|  |

|  |

|  |

|  |

|  |

|  |

|  |

|  |

|  |

|  |

|  |

|  |

|  |

|  |

|  |

|  |

|  |

|  |

|  |

|  |

|  |

|  |

|  |

|  |

| 0 |

|  |

|  |

|  |

|  |

|  |

|  |

|  |

|  |

|  |

|  |

|  |

|  |

|  |

|  |

|  |

|  |

|  |

|  |

|  |

|  |

|  |

|  |

|  |

|  |

|  |

|  |

|  |

|  |

|  |

|  |

|  |

|  |

|  |

|  |

|  |

|  |

|  |

|  |

|  |

|  |

|  |

|  |

|  |

|  |

|  |

|  |

|  |

|  |

|  |

|  |

|  |

|  |

|  |

|  |

|  |

|  |

|  |

|  |

|  |

|  |

|  |

|  |

|  |

|  |

|  |

|  |

|  |

|  |

|  |

|  |

|  |

|  |

| 0 |

|  |

|  |

|  |

|  |

|  |

|  |

|  |

|  |

|  |

|  |

|  |

|  |

|  |

|  |

|  |

|  |

|  | Benzin (1.818) |

|  | Benzin (1.818) |